# Relaciones España-Filipinas
Las relaciones España-Filipinas son las relaciones internacionales bilaterales entre el Reino de España y la República de Filipinas. Filipinas fue un territorio de ultramar del Imperio español en Asia durante más de tres siglos, entre 1565 y 1898. Ambos países son miembros de la ASALE, la CEI, la COMJIB, la Fundación Asia-Europa, la ONU y la SEGIB. También comparten su pertenencia al sistema de Cumbres Iberoamericanas.

## Historia

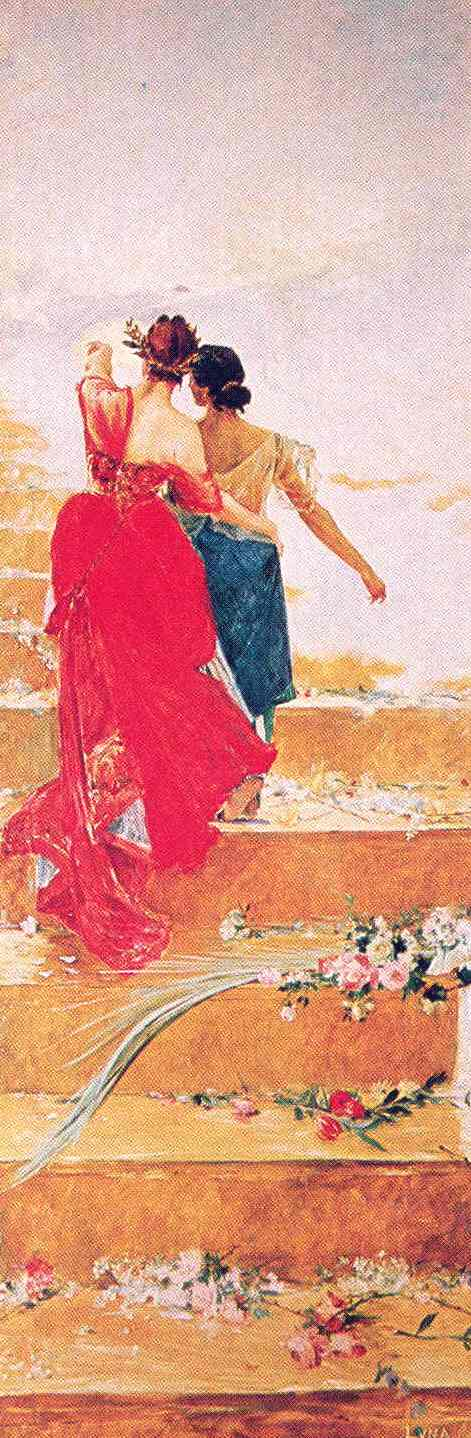
España y Filipinas por Juan Luna Novicio.

### Precedentes
Incluso antes de la conquista española formal de Filipinas, en las islas ya habían musulmanes y moriscos escapados del recién derrocado reino nazarí de Granada. Como se registró que los hablantes musulmanes de castellano estuvieron en el área a medida que se extendían por el mundo musulmán incluso hasta la Manila islámica, uno de ellos era un hombre llamado Pazeculan. Este moro de habla castellana estaba al servicio del Rajah de Manila y Almirante del Sultanato de Brunéi, Rajah Matanda, cuando se encontró con la expedición de Magallanes-Elcano.

### Conquista española
Ambos países comparten una historia común, en el hecho de que Filipinas fue parte del Imperio español durante trescientos años y fue la única provincia española en Asia. El explorador español Fernando de Magallanes (nacido en Portugal) se encontró por primera vez en las Filipinas y nombró a las islas en honor al rey Felipe II de España.
En 1565, el explorador español Miguel López de Legazpi llegó desde el actual México y estableció un asentamiento europeo en Cebú. Poco después, la Capitanía General de Filipinas se gobernó desde el Virreinato de Nueva España, con sede en la Ciudad de México. Durante los siguientes 300 años, las Filipinas fue una provincia española. El comercio y la comunicación entre España y las Filipinas fue administrado por el Galeón de Manila.
En 1896, la Revolución filipina comenzó para la independencia de España. La revolución duró hasta 1898 cuando estalló la guerra hispano-estadounidense, resultando en la pérdida de España con su dominio sobre las Filipinas y transfiriéndolas a los Estados Unidos, terminando así la Revolución filipina. Filipinas sería gobernada por los Estados Unidos hasta 1946.

### Post Independencia
Durante la guerra civil española, voluntarios filipinos lucharon por ambos bandos en la guerra. En 1947, España y las Filipinas establecieron relaciones diplomáticas. Desde el establecimiento de las relaciones diplomáticas, las relaciones entre ambas naciones se han fortalecido a través de similitudes culturales e históricas. En 1995, el rey Juan Carlos I realizó su primera visita oficial a las Filipinas. Ha habido varias visitas de alto nivel entre líderes de ambas naciones.
El rey Juan Carlos I y su esposa, la reina Sofía de Grecia, asistieron en 1998 a las celebraciones del centenario en Manila, en conmemoración de los 100 años de independencia de España. Se dice que la mediación del rey español ha producido el perdón y la liberación de dos trabajadoras domésticas filipinas condenadas a muerte en Kuwait y en los Emiratos Árabes Unidos. La expresidenta de Filipinas, Gloria Macapagal Arroyo, concluyó su segunda visita de Estado a España en julio de 2006, trayendo millones de dólares de inversiones españolas, sobre todo en turismo y tecnología de la información.
El embajador español en las Filipinas, Jorge Domecq, dijo a los periodistas que "Filipinas es el único país de Asia que recibe ayuda de España". Añadió que las Filipinas sigue siendo una prioridad de la ayuda española en los esfuerzos de desarrollo y las asociaciones con la UE, incluso a pesar de los recortes presupuestarios en la financiación del desarrollo provocados por las medidas de austeridad implementadas por el Gobierno de España. En conclusión, las relaciones son excelentes y muy afables.

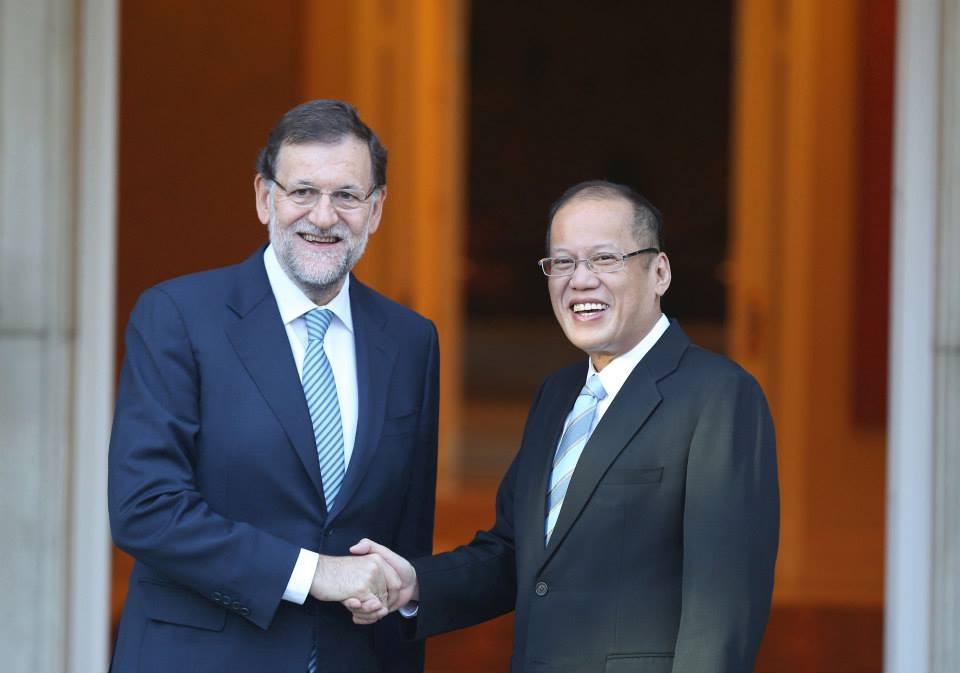
presidente filipino Benigno Aquino III con el presidente del gobierno español Mariano Rajoy en Madrid, 2014.

En julio de 2012, la reina Sofía visitó Filipinas por cuarta vez, donde inspeccionó varios proyectos de desarrollo en torno a Filipinas, financiados por el gobierno español a través de la AECID. La reina visitó la Biblioteca Nacional, el  Museo Nacional y la Universidad de Santo Tomás. También se reunió con los españoles que residen en Filipinas y asistió a una recepción en la embajada española. También asistió a una cena de Estado en su honor en el Palacio de Malacañán organizada por el presidente Benigno Aquino III. Asimismo, durante su visita en la antigua provincia de su país, la reina Sofía expresó su reconocimiento a Aquino por los esfuerzos del país para introducir el sistema de educación pública de Filipinas en español.
La comunidad filipina es una de las comunidades asiáticas más grandes residentes en España. Algunos filipinos tienen nacionalidad española. La mayoría de los filipinos residentes en España trabajan en hostelería, servicios domésticos, cuidado de ancianos y sanidad. Algunos también trabajan en educación y en organismos gubernamentales.
En 2017, ambas naciones celebraron 70 años de relaciones diplomáticas. Sin embargo, en 2019, el presidente filipino, Rodrigo Duterte, dictó querer cambiar el nombre del país "Filipinas" para "borrar el rastro histórico español", algo que no consiguió realizar. No obstante, el 5 de septiembre del mismo año, la fragata española Méndez Núñez realizó una visita histórica al puerto de Manila, convirtiéndola en la primera de un buque de la Armada española en Filipinas, desde la Batalla de Cavite durante la guerra hispano-estadounidense en 1898.
Actualmente, las relaciones diplomáticas entre España y Filipinas son considerablemente más débiles a diferencia de las prioritarias que España tiene con otros países de la ASEAN, como Camboya, Indonesia, Singapur, Tailandia y Vietnam. Sin embargo, sus relaciones han seguido manteniéndose, cimentadas sobre una historia y cultura compartidas. Asimismo, en 2022, ambos países celebraron el 75.º aniversario del establecimiento de las relaciones diplomáticas.

## Cooperación cultural
Ambos países han tratado de rescatar sus vínculos históricos. Desde 2002, cada 30 de junio se celebra el Día de la Amistad Hispanofilipina, promovida con el objetivo de fortalecer la relación entre ambas naciones que comparten historia, valores y tradiciones.
En 2009, la académica y expresidenta filipina, Gloria Macapagal Arroyo, fue galardonada con el Premio Internacional Don Quijote, que reconoció la iniciativa educativa filipina para introducir el idioma español en Filipinas. En este sentido, el 23 de febrero de 2010, durante la V Tribuna España-Filipinas, se alcanzó el acuerdo entre los Ministerios de Educación de España y Filipinas, el Instituto Cervantes y la AECID, por el que todos los alumnos de secundaria de Filipinas tienen la opción de estudiar español desde 2012.

## Acuerdos bilaterales
Ambas naciones han firmado varios acuerdos bilaterales, como un Tratado sobre derechos civiles y poderes consulares (1948); Tratado sobre la validez de los títulos académicos y el ejercicio de profesiones (1949); Acuerdo de transporte aéreo (1951); Acuerdo sobre la supresión de visas para titulares de pasaportes diplomáticos y oficiales (1962); Acuerdo de cooperación técnica en turismo (1971); Acuerdo sobre seguridad social (1988); Acuerdo de cooperación económica e industrial (1988); Acuerdo para evitar la doble imposición y evitar la evasión fiscal de los impuestos sobre la renta (1989); Acuerdo para la promoción y protección recíproca de inversiones (1992); Tratado de extradición (2004); Memorando de entendimiento sobre cooperación técnica en materia de turismo (2007); Memorando de entendimiento de cooperación en el campo de las energías renovables y los biocombustibles (2007); Acuerdo de Cooperación Cultural, Deportiva y Educativa (2007); Tratado sobre transferencia de personas condenadas (2007) y un Acuerdo de cooperación en la lucha contra la delincuencia transnacional (2015).

## Misiones diplomáticas residentes
- España tiene una embajada en Manila.[18]
- Filipinas tiene una embajada en Madrid y un consulado-general en Barcelona.[19]

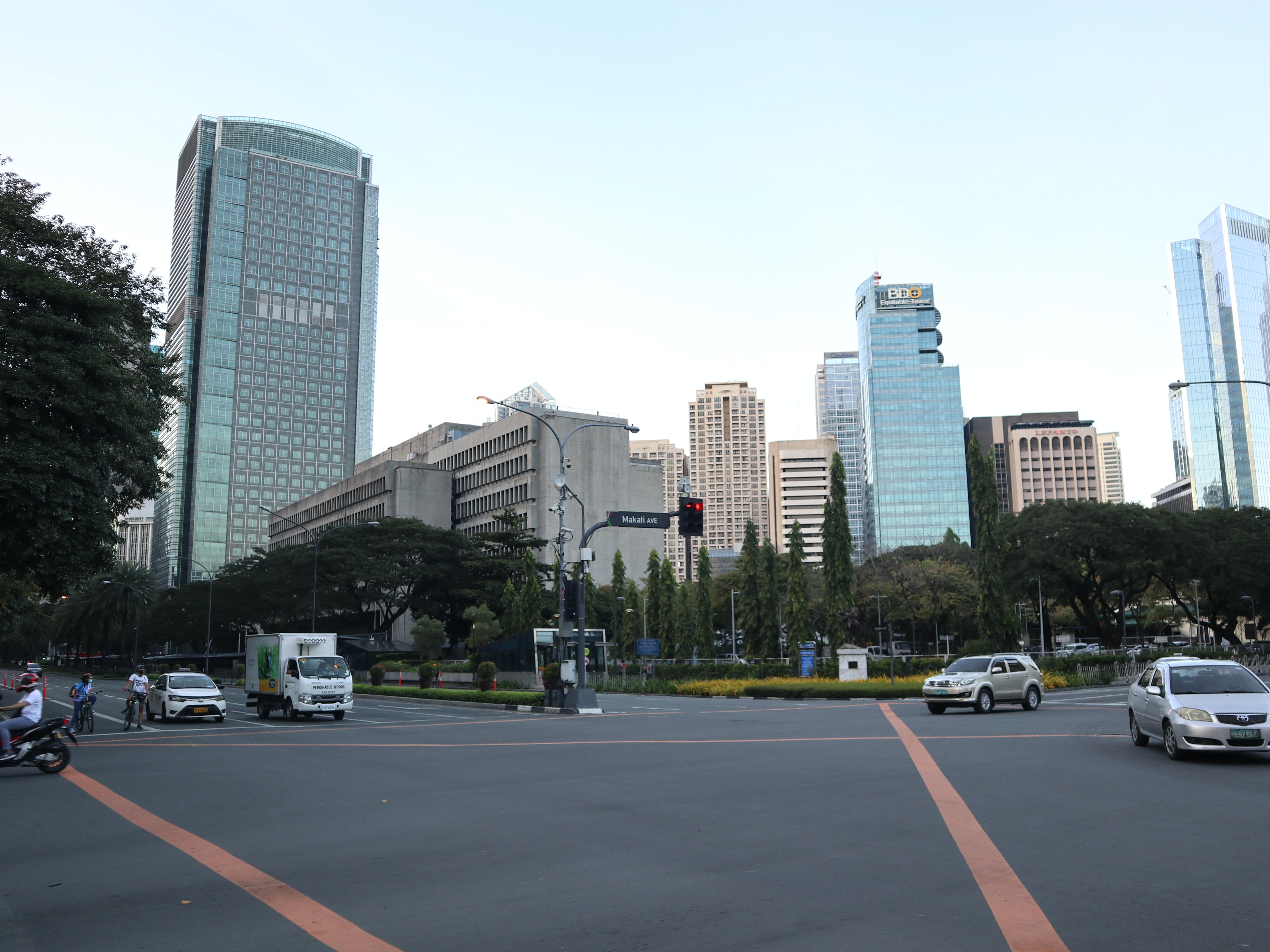
Torre BDO alojando a la Embajada de España en Manila.
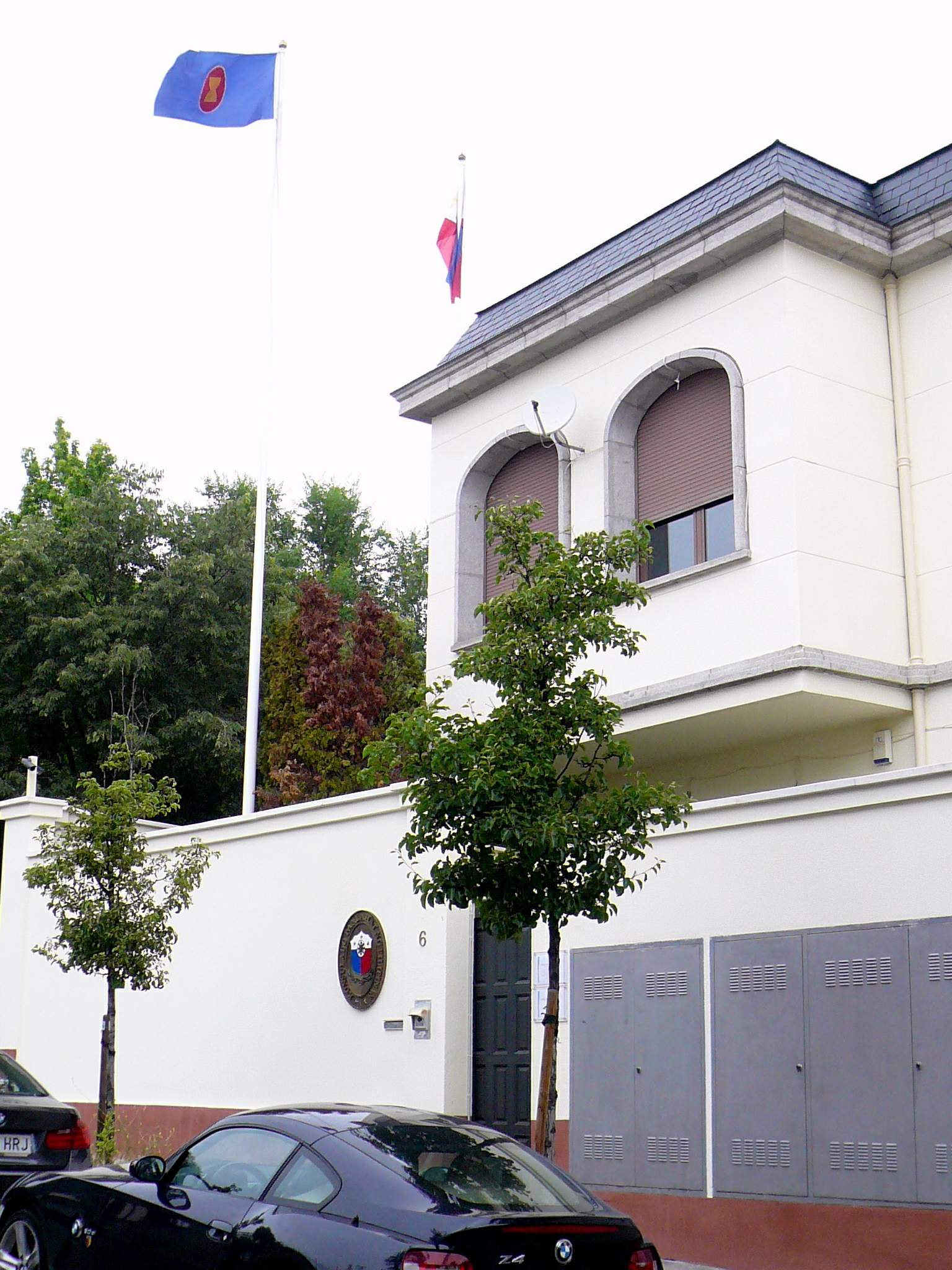
Embajada de las Filipinas en Madrid.
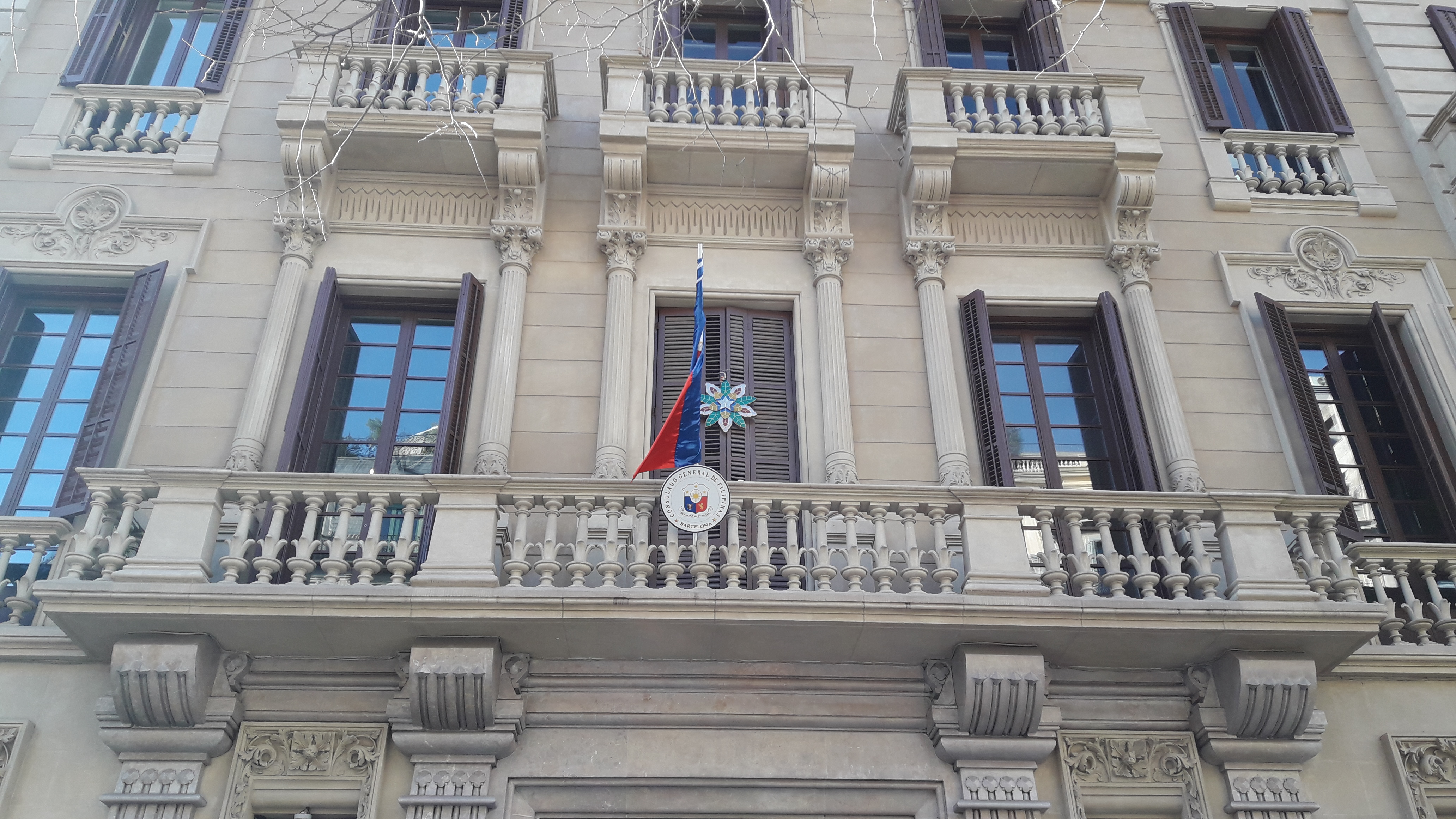
Consulado-General de la Filipinas en Barcelona.